# Baduria
Baduria è una suddivisione dell'India, classificata come municipality, di 47.418 abitanti, situata nel distretto dei 24 Pargana Nord, nello stato federato del Bengala Occidentale. In base al numero di abitanti la città rientra nella classe III (da 20.000 a 49.999 persone).

## Geografia fisica
La città è situata a 22° 44' 30 N e 88° 47' 9 E e ha un'altitudine di 7 m s.l.m..

## Società

### Evoluzione demografica
Al censimento del 2001 la popolazione di Baduria assommava a 47.418 persone, delle quali 24.252 maschi e 23.166 femmine. I bambini di età inferiore o uguale ai sei anni assommavano a 6.015, dei quali 2.990 maschi e 3.025 femmine. Infine, coloro che erano in grado di saper almeno leggere e scrivere erano 31.679, dei quali 17.547 maschi e 14.132 femmine.